# Diphasiastrum issleri
Diphasiastrum issleri är en lummerväxtart som först beskrevs av Georges Rouy, och fick sitt nu gällande namn av J. Holub. Diphasiastrum issleri ingår i släktet Diphasiastrum och familjen lummerväxter. Inga underarter finns listade i Catalogue of Life.